# Ceropegia claviloba
Ceropegia claviloba är en oleanderväxtart som beskrevs av Erich Werdermann. Ceropegia claviloba ingår i släktet Ceropegia och familjen oleanderväxter. Inga underarter finns listade i Catalogue of Life.